# 대한항공 015편 착륙 사고
대한항공 015편 착륙 실패사고(영어: Korean Air Lines Flight 015)는 1980년 김포국제공항에서 발생한 항공 사고이다. 사고 원인은 안개에 의한 시야 불량과 조종사 과실로 인한 언더 슛(undershoot, 활주로에 못 미친채 착륙하는 것)으로 밝혀졌다.

## 개요
1980년 11월 19일, 대한항공 015편은 미합중국 로스앤젤레스발 앵커리지 경유 서울행 항공편으로 승객  200명, 승무원 6명, 기장 1명, 부기장 1명, 항공기관사 1명으로 구성되었다. 대한항공 015편의 기장은 1만 시간 무사고 표창장을 받은 기록이 있다. 또한 당초 예정된 도착 시각은 오전 7시 20분이었으나, 당시 김포국제공항은 짙은 안개에 싸여 시야가 800m ~ 1,000m 정도에 불과한 상황이었다.
이러한 상황에서 활주로에 접근하던 중, 조종사가 너무 빨리 하강하는 바람에 메인기어가 활주로 앞의 제방에 부딪혔다. 그리고 날개는 공사용 차량에 부딪혀 한쪽날개가 부서저 나갔고, 기체는 무게중심을 잃고 활주로에 낙착(落着)후 불이 붙는다. 기체는 동체 착륙 상태로 2km나 활주로를 미끄러진 후에 정지했다. 동체에 남아있던 연료가 적었고, 인화성 물질이 적어서 크게 번지지는 않았다. 또한, 승무원과 승객이 긴급 탈출에 성공했지만, 기체는 전소되었다. 이 사고로 승객과 승무원 226명 중 15명(승무원 6명, 승객 9명)이 사망했다. 착륙중에 나온 랜딩 기어에 제방에서 보초를 서던 공군 병사 한 명도 추가로 희생되어, 사망자 수는 총 16명으로 늘었다. 희생된 승객 대부분은 B747기의 2층에 타고 있었던 사람들이었다. 조종을 했었던 양창모 기장은 자신의 실수 때문에 벌어진 일이기 때문에 책임을 진다고 하여 기체 안에서 사망했고 그와 뜻을 함께 하겠다는 항공기관사, 부기장도 사망했다. 승객 중 일본인은 82명이나 탑승하고 있었는데, 그 중 77명은 간사이의 여행 회사가 기획한 미국 서해안 관광의 단체 관광객이었다.